# Mark Chanloung
Mark Chanloung (en thaï : มรรค จันเหลือง, Mak Chalueang), né le 9 février 1995 à Gressoney-La-Trinité, en Italie, est un fondeur thaïlandais et italien.

## Biographie
Ayant grandi à Gressoney-La-Trinité, où il découvre le ski, il court sa première course officielle FIS en 2012.
En 2015, sous les couleurs italiennes, il prend part à sa première compétition majeure internationale aux Championnats du monde junior à Almaty, terminant 24e du sprint notamment.
Lors de la saison 2016-2017, il commence à représenter son autre pays, dont il a aussi la nationalité, la Thaïlande, participant à sa première manche de Coupe du monde au sprint de Toblach (47e), puis aux Championnats du monde des moins de 23 ans dans l'Utah, s'y classant 17e au sprint.
Aux Jeux olympiques d'hiver de 2018, à Pyeongchang, où il est le porte-drapeau de sa délégation, il finit 54e sur le sprint, 75e sur le quinze kilomètres libre, ainsi que 58e sur le cinquante kilomètres classique.
En 2019 à Seefeld, il prend part à ses premiers championnats du monde.
Sa sœur Karen est aussi une fondeuse de haut niveau.

## Palmarès

### Jeux olympiques
| Épreuve / Édition   | Sprint                           | Sprint    | 15 km | 15 km                            | Skiathlon 2 × 15 km | 50 km | Relais | Relais    |
| Épreuve / Édition   | libre                            | classique | libre | classique                        | Skiathlon 2 × 15 km | 50 km | Sprint | 4 × 10 km |
| JO 2018 Pyeongchang | Épreuve inexistante à cette date | 54e       | 75e   | Épreuve inexistante à cette date | -                   | 58e   | -      | —         |

Légende :
- : pas d'épreuve
- — : non disputée par Chanloung

### Championnats du monde
| Épreuve / Édition        | Sprint                           | Sprint                           | 15 km                            | 15 km                            | Skiathlon 2 × 15 km | 50 km | Relais | Relais    |
| Épreuve / Édition        | libre                            | classique                        | libre                            | classique                        | Skiathlon 2 × 15 km | 50 km | Sprint | 4 × 10 km |
| Mondiaux 2019 Seefeld    | 57e                              | Épreuve inexistante à cette date | Épreuve inexistante à cette date | Abandon                          | -                   | -     | -      | -         |
| Mondiaux 2021 Oberstdorf | Épreuve inexistante à cette date | 69e                              | 71e                              | Épreuve inexistante à cette date | -                   | -     | -      | —         |

Légende :
- : pas d'épreuve
- — : Non disputée par Chanloung